# サンマリノの執政
執政（しっせい、イタリア語: Capitani Reggenti di San Marino）は、サンマリノの国家元首。独裁化を防ぐため、執政は常に2名と規定されている。
執政は指導者として、世界最短の任期である6ヶ月で交代しなければならない。執政は議会に相当する大評議会で選出され、就任式は毎年4月1日と10月1日に行われる。少なくとも1243年から慣例が続いている。相互で法案に対する拒否権を持ち、内閣に相当する行政評議会の議長を務める。執政の補佐は外務・国際経済協力・通信長官が担っている。非常時大権として、議会解散権が付与されている。

## 概要

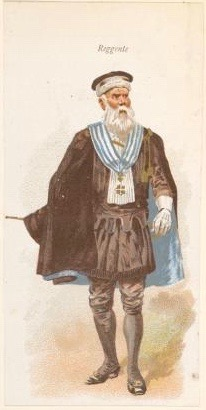
1910年に描かれた執政の絵画

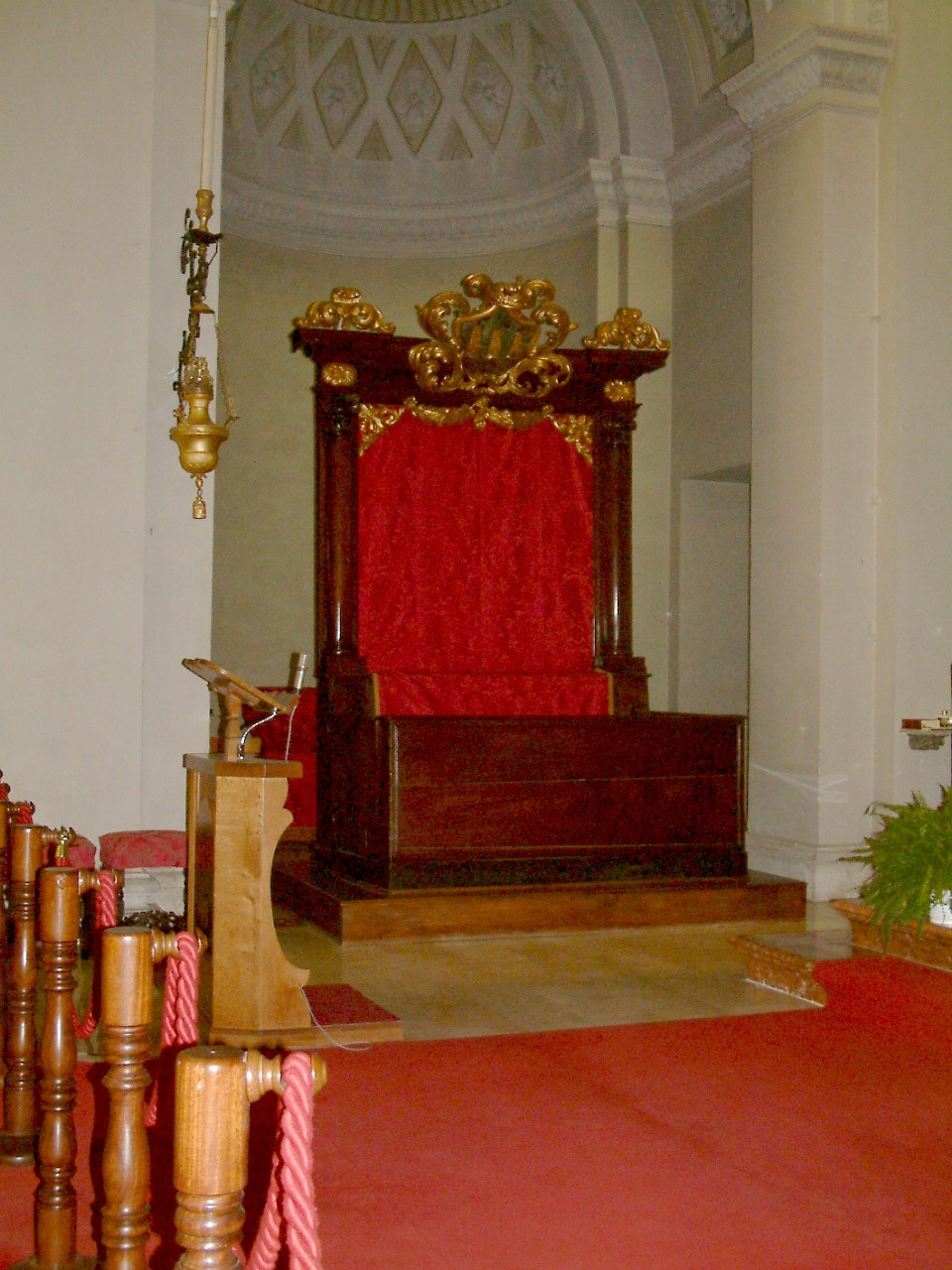
執政の椅子

初期の執政は治安判事としての職責も兼ねていたが、時代の変化に合わせ、大評議会に職責が分担される。確証された記録の中で初代執政は、1243年に就任したオッドーネ・スカリートとフィリッポ・ダ・スペルテトとされる。13世紀末には執政の一方を国家元首、一方を政府代表とする慣例が作られた。1868年以来、執政就任者は就任式でサンマリノ騎馬勲章とグランドマスターの正装の着用が義務付けられている。1981年にマリア・レア・ペディーニ＝アンジェリーニが同国初の女性執政として就任して以降、18人の女性執政が誕生している。
在職中は不逮捕特権が与えられているが、非行のあった前執政は、退任後3日以内に国民から訴追される可能性がある。この制度を執政シンジケートと言われている。

## 選出規定

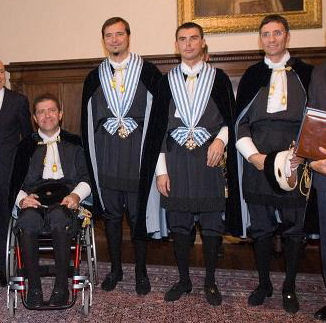
現代の執政

執政は大評議会による間接選挙により選出され、連続再選は3年間禁止。執政選挙に立候補するためには、25歳以上のサンマリノ国民であり、大評議会議員でなければならない。就任後、アレンゴという儀式が執り行われる。

## 歴代執政

### 2001年以降
| 年     | 就任月 | 執政氏名                               | 執政氏名                               |
| ------ | ------ | -------------------------------------- | -------------------------------------- |
| 2001年 | 4月    | ルイージ・ロンフェルニーニ             | ファビオ・ベラルディ                   |
| 2001年 | 10月   | アルベルト・チェケッティ               | ジーノ・ジョバニョーリ                 |
| 2002年 | 4月    | アントニオ・ラザロ・ヴォルピナーリ     | ジョバンニ・フランチェスコ・ウゴリーニ |
| 2002年 | 10月   | マウロ・キアルッツィ                   | ジュゼッペ・マリア・モルガンティ       |
| 2003年 | 4月    | ピエール・マリーノ・メニクッチ         | ジョバンニ・ジャンノーニ               |
| 2003年 | 10月   | ジョバンニ・ロンフェルニーニ           | ヴァレリア・チャバッタ                 |
| 2004年 | 4月    | パオロ・ボリーニ                       | マリノ・リッカルディ                   |
| 2004年 | 10月   | ジュゼッペ・アルツィッリ               | ロベルト・ラッシ                       |
| 2005年 | 4月    | ファウスタ・モルガンティ               | チェーザレ・ガスペローニ               |
| 2005年 | 10月   | クラウディオ・ムッチョーリ             | アントネッロ・バッチョッキ             |
| 2006年 | 4月    | ジャンフランコ・テレンツィ             | ロリス・フランシーニ                   |
| 2006年 | 10月   | アントニオ・カラットーニ               | ロベルト・ジョルジェッティ             |
| 2007年 | 4月    | アレッサンドロ・ロッシ                 | アレッサンドロ・マンチーニ             |
| 2007年 | 10月   | ミルコ・トマソーニ                     | アルベルト・セルバ                     |
| 2008年 | 4月    | ローザ・ザフェラーニ                   | フェデリコ・ペディーニ・アマティ       |
| 2008年 | 10月   | アスンタ・メローニ                     | エルネスト・ベネデッティニ             |
| 2009年 | 4月    | マッシモ・チェンチ                     | オスカル・ミナ                         |
| 2009年 | 10月   | フランチェスコ・ムッソーニ             | ステファノ・パルミエリ                 |
| 2010年 | 4月    | マルコ・コンティ                       | グラウコ・サンソヴィーニ               |
| 2010年 | 10月   | ジョバンニ・フランチェスコ・ウゴリーニ | アンドレア・ザッフェラーニ             |
| 2011年 | 4月    | マリア・ルイーザ・ベルティ             | フィリッポ・タマニーニ                 |
| 2011年 | 10月   | ガブリエレ・ガッティ                   | マッテオ・フィオリーニ                 |
| 2012年 | 4月    | イタロ・リギ                           | マウリツィオ・ラッティーニ             |
| 2012年 | 10月   | テオドロ・ロンフェルニーニ             | デニス・ブロンゼッティ                 |
| 2013年 | 4月    | アントネッラ・ムラローニ               | デニス・アミシ                         |
| 2013年 | 10月   | ジャン・カルロ・カピッキオーニ         | アンナ・マリア・ムッチョーリ           |
| 2014年 | 4月    | ヴァレリア・チャバッタ                 | ルカ・ベッカーリ                       |
| 2014年 | 10月   | ジャンフランコ・テレンツィ             | ゲリーノ・ザノッティ                   |
| 2015年 | 4月    | アンドレア・ベルッツィ                 | ロベルト・ベントゥリーニ               |
| 2015年 | 10月   | ロレッラ・ステファネッリ               | ニコラ・レンツィ                       |
| 2016年 | 4月    | ジャン・ニコラ・ベルティ               | マッシモ・アンドレア・ウゴリーニ       |
| 2016年 | 10月   | マリノ・リッカルディ                   | ファビオ・ベラルディ                   |
| 2017年 | 4月    | ミマ・ザヴォリ                         | ヴァネッサ・ダンブロシオ               |
| 2017年 | 10月   | マッテオ・フィオリーニ                 | エンリコ・カラットーニ                 |
| 2018年 | 4月    | ステファノ・パルミエリ                 | マッテオ・チャッチ                     |
| 2018年 | 10月   | ミルコ・トマソーニ                     | ルカ・サントリーニ                     |
| 2019年 | 4月    | ニコラ・セルバ                         | ミケーレ・ムラトーリ                   |
| 2019年 | 10月   | ルカ・ボスキ                           | マリエラ・ムラローニ                   |
| 2020年 | 4月    | アレッサンドロ・マンチーニ             | グラツィア・ザフェラーニ               |
| 2020年 | 10月   | アレッサンドロ・カルデッリ             | ミルコ・ドルチーニ                     |
| 2021年 | 4月    | ジャン・カルロ・ヴェントゥリーニ       | マルコ・ニコリーニ                     |
| 2021年 | 10月   | フランチェスコ・ムッソーニ             | ジャコモ・シモンチーニ                 |
| 2022年 | 4月    | オスカル・ミナ                         | パオロ・ロンデッリ                     |
| 2022年 | 10月   | マリア・ルイーザ・ベルティ             | マヌエル・チャバッタ                   |
| 2023年 | 4月    | アレッサンドロ・スカラーノ             | アデル・トンニーニ                     |
| 2023年 | 10月   | フィリッポ・タマニーニ                 | ガエターノ・トロイーナ                 |
| 2024年 | 4月    | アレッサンドロ・ロッシ                 | ミレーナ・ガスペローニ                 |
| 2024年 | 10月   | フランチェスカ・チヴェルキア           | ダリボル・リッカルディ                 |
| 2025年 | 4月    | デニス・ブロンゼッティ                 | イタロ・リギ                           |
| 2025年 | 10月   |                                        |                                        |

### 出|典
1. ↑  Galullo, Roberto (2012年11月8日). “A San Marino un candidato ogni 88 residenti. Il parlamentare guadagna mille euro al mese” [In San Marino one candidate for every 88 residents. The parliamentarian earns a thousand euros a month]. Il Sole 24 ORE. 2023年12月26日閲覧。
2. ↑  “Captains Regent — Repubblica di San Marino, portale ufficiale”. 2016年1月31日閲覧。
3. ↑  外務・政務担当局
4. ↑  “Gli ordini Equestri”. 2023年12月26日閲覧。